# Heilig Hartkerk (Den Haag)
De Heilig Hartkerk was een rooms-katholieke kerk aan de Hobbemastraat in Den Haag. 
De kerk werd gebouwd voor de snel groeiende groep katholieke arbeiders in de Haagse Schilderswijk. Zij maakten eerder gebruik maakten van de Sint Jozefkerk aan de Van Limburg Stirumstraat.
De kerk was ontworpen door architect W.B. van Liefland uit Scheveningen. Hij ontwierp een driebeukige kruiskerk in voornamelijk neoromaanse stijl. Aan de voorzijde stonden twee 23 meter hoge traptorens aan weerszijden van het hoofdportaal. Op de noordoostelijke hoek stond de doopkapel, aan de noordwestelijke hoek was een tochtportaal. De bouw van de kerk en de pastorie kostte fl.132.000 en werd uitgevoerd door C.P.W. Dessing. De werkzaamheden gingen begin 1893 van start met het aanleggen van de fundering. Op 2 maart werd de eerste steen gelegd door J.Th. Heyligers, de deken van Den Haag. Op 30 april 1894 werd de kerk plechtig ingewijd door de bisschop van Haarlem C.J.M. Bottemanne. De eerste pastoor was J.M. van Erven Dorens.
Het brede middenschip was zo ontworpen dat bijna alle 2170 zitplaatsen vrij zicht hadden op het altaar en de preekstoel. Om dit mogelijk te maken had Van Liefland zo min mogelijk zuilen geplaatst. Het 14,5 meter hoge gewelf steunde met twintig meter lange gemetselde steunbogen op slechts vier pilaren. Het houten gewelf was gepolychromeerd en voorzien van Latijnse spreuken, ook de muren waren beschilderd met religieuze afbeeldingen. Het priesterkoor was voorzien van een omgang zodat processies rond het altaar konden gaan. Het beeldhouwwerk werd geleverd door de firma Margry en Snickers. Het hoogaltaar werd na een landelijke prijsvraag gebouwd door Jean Antoine Oor. Het was gemaakt uit gekleurd marmer met gouden aders. met een koperen baldakijn van de firma R. Voss & Zonen. Een heilig Hartbeeld werd geschonken door de Rooms-katholieke Volksbond. In 1897 schonk een anonieme weldoener een Antoniusaltaar.
De Schilderswijk bleef groeien en in 1909 werd de parochie opgesplitst en de Heilige Marthaparochie gesticht, die haar Marthakerk aan de Hoefkade had gebouwd.
In de jaren 1960 liep het kerkbezoek sterk terug. In 1974 werd de kerk gesloten en gesloopt. Er werd een nieuwe kerkzaal geopend in een van de gebouwen van de parochie in de achter de kerk gelegen Tenierstraat. Deze kleinere kerk werd in 2011 gesloten. Dit gebouw, de pastorie en de voormalige Sint-Augustinusschool zijn bewaard gebleven en hebben een nieuwe bestemming gekregen.